# Jaskier kaszubski
Jaskier kaszubski (Ranunculus cassubicus) – bardzo zmienny gatunek rośliny (uznawany też za grupę drobnych gatunków) należący do rodziny jaskrowatych. Jego zasięg obejmuje Europę Środkową i Wschodnią. Występuje w żyznych lasach liściastych i jest rośliną trującą.

## Rozmieszczenie geograficzne
Gatunek występuje w Europie Środkowej od wschodniej części Alp, poprzez Austrię, Czechy, Słowację, cały łuk Karpat i dalej na wschód, sięgając poprzez środkową Ukrainę po Ural. Na północy jaskier ten rośnie w południowej Finlandii, na nielicznych stanowiskach także w środkowej i południowej Szwecji. W Polsce gatunek rozpowszechniony jest w południowo-wschodniej części kraju, dość liczne stanowiska posiada na Śląsku, Kaszubach i Warmii. Bardzo rozproszone stanowiska ma w Polsce środkowej, brak go zupełnie w północno-zachodniej części kraju. 

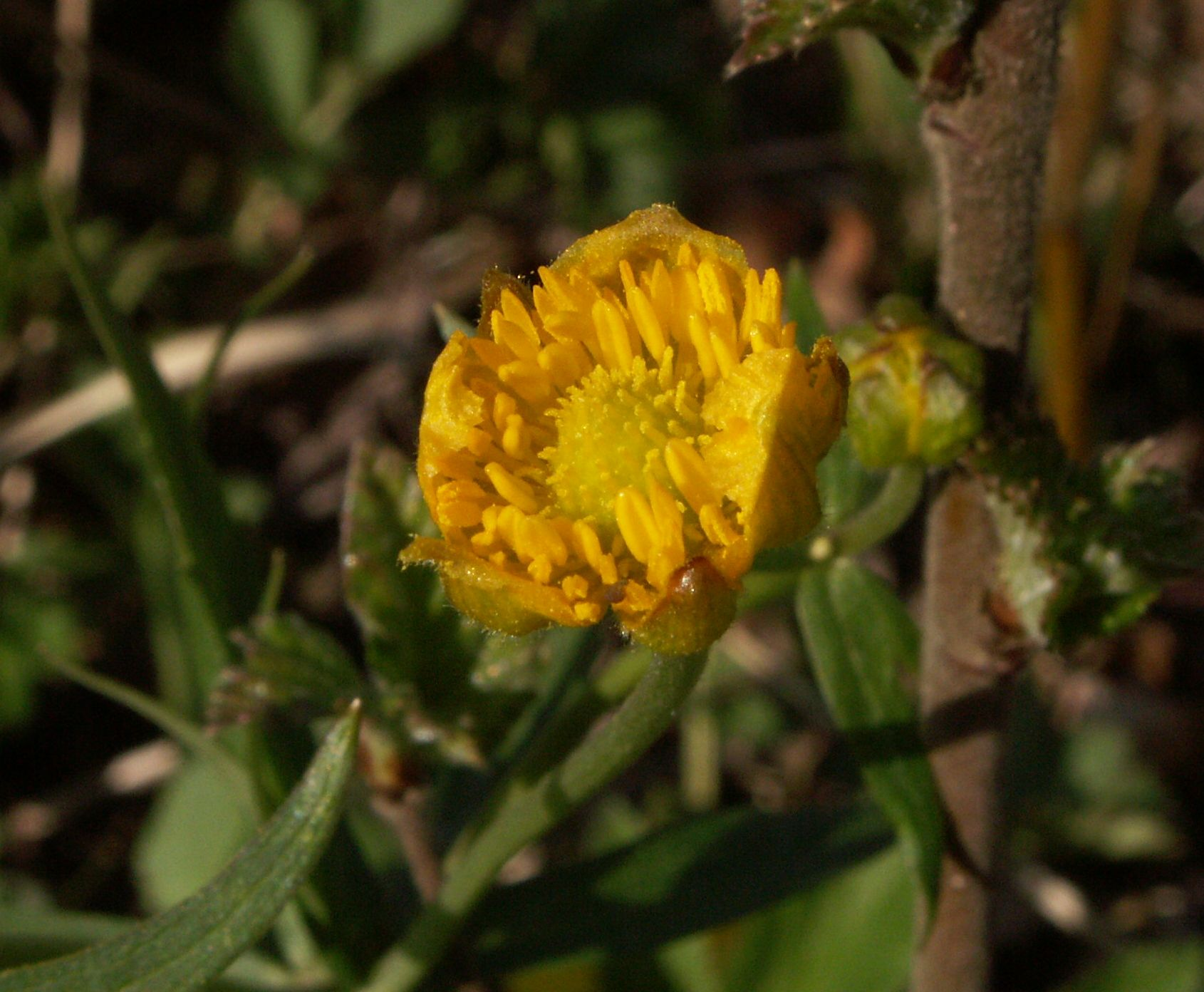
Kwiat R. cassubicus w kwietniu – o słabo rozwiniętych płatkach

## Morfologia
ŁodygaBylina osiągająca zwykle od 20 do 45 (rzadko do 70) cm wysokości, o łodydze niezgrubiałej u nasady, obłej. U nasady rośliny wyrastają bezblaszkowe, błoniaste pochwy (od 1 do 4).
LiścieDwojakiego rodzaju – odziomkowe i łodygowe. Te pierwsze w liczbie zwykle 1–2 (rzadko więcej) są długoogonkowe i blaszkę mają okrągłą, niepodzieloną lub nieco trzysieczną lub trzydzielną. Brzeg blaszki jest karbowany lub grubo ząbkowany. Liście łodygowe pocięte są na 7–9 (rzadko więcej lub mniej) równowąskich lub lancetowatych łatek, na brzegu nieco ząbkowanych.
KwiatyPojedyncze, o dnie kwiatowym owłosionym. Płatki korony ciemnożółte, odwrotnie jajowate, do 1,5 cm długości, jednak w kwiatach rozwijających się jako pierwsze – płatki często są słabo rozwinięte.
OwoceOrzeszki drobno omszone, zakończone długim i haczykowatym dzióbkiem.

## Biologia i ekologia
Bylina, hemikryptofit, kwitnie od kwietnia do czerwca. Rośnie w cienistych lasach liściastych. Liczba chromosomów 2n= 32-60. Jest gatunkiem charakterystycznym dla lasów z rzędu Fagetalia. W górach rośnie do blisko 1000 m n.p.m. (w Tatrach do 790 m n.p.m.).

## Nomenklatura
Nazwę naukową dla gatunku ustalił Karol Linneusz bazując na diagnozie taksonomicznej i opisie gatunku dokonanej przez gdańszczanina – Jakoba Breyne. Jako lokalizację typową w protologu podano „Habitat in Cassubia, Siberia” [na Kaszubach i na Syberii]. Gatunek został nazwany od Kaszub, jednak szczegółowa rewizja materiału w zielniku Linneusza przeprowadzona przez Gustava Kvista wykazała, iż typ nomenklatoryczny pochodzi z Syberii. 

## Systematyka i zmienność
Tworzy mieszańce z jaskrem różnolistnym stanowiące cały zespół form przejściowych. Postulowane jest uznanie tego gatunku za nototakson (takson mieszańcowy) w randze sekcji w rodzaju jaskier (Ranunculus).
Gatunek jest bardzo zmienny, rozmnaża się zarówno płciowo jak i w wyniku apomiksji fakultatywnej. Opisano w jego obrębie szereg taksonów o różnej randze – od drobnych gatunków i podgatunków po odmiany. Łącznie wyróżniono 28 drobnych gatunków w obrębie szeroko ujmowanego Ranunculus cassubicus L. s.l., opisywanych także jako grupa w obrębie kompleksu R. auricomus. Grupa cassubicus od innych gatunków w kompleksie auricomus wyróżnia się obecnością pochew liściowych bez blaszki u nasady pędu, obecnością liści odziomkowych z blaszką niepodzieloną i okazałymi kwiatami. W obrębie grupy cassubicus występuje wiele cytodemów o zwielokrotnionej liczbie chromosomów (3x, 4x, 5x, 8x). Populacje poliploidalne rozmnażają się na ogół apomiktycznie i mają lokalne, niewielkie zasięgi. Zróżnicowanie powiększa łatwość krzyżowania się różnych populacji i utrwalanie powstających cytodemów za pomocą rozmnażania apomiktycznego.

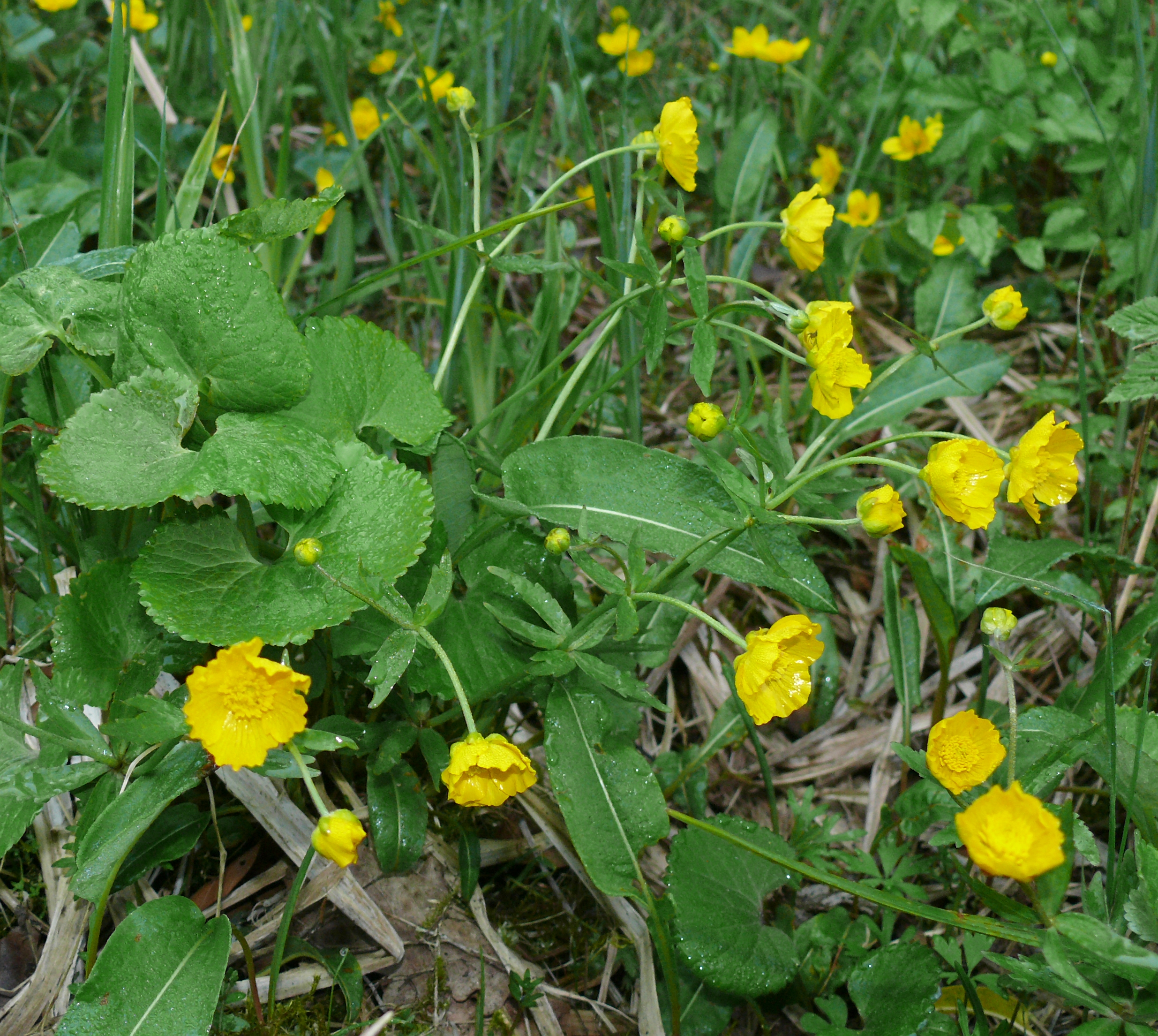
Ranunculus cassubicifolius

W obrębie grupy R. cassubicus dwa drobne gatunki wyróżniają się większym areałem występowania i potwierdzono w ich przypadku zdolność do rozmnażania płciowego. Postulowane jest traktowanie ich w randze samodzielnych gatunków:
- Ranunculus cassubicifolius W.Koch	– gatunek diploidalny i autotetraploidalny występujący od Szwajcarii po Austrię i południowe Niemcy, rozmnaża się płciowo.
- Ranunculus carpaticola Soó – gatunek z populacjami diploidalnymi i heksaploidalnymi, rozmnażającymi się płciowo i apomiktycznie występuje w Karpatach od Słowacji po Rumunię.

Mieszaniec między tymi gatunkami opisywany jest jako Ranunculus hungaricus Soó.